# روزی روزگاری (مجموعه تلویزیونی آمریکایی)
روزی روزگاری (به انگلیسی: Once Upon a Time) مجموعه تلویزیونی آمریکایی درام/فانتزی است که پخش آن ۲۳ اکتبر ۲۰۱۱ از شبکه ای‌بی‌سی آغاز شد. این مجموعه که شامل هفت فصل می‌باشد توسط ادوارد کیتسیز و ادام هوروویتس خلق شده‌است.

## شخصیت‌های سریال و روابط
| بازیگر                   | نام کاراکتر در دنیای واقعی | نام کاراکتر در دنیای خیالی                 | یادداشت |
| ------------------------ | -------------------------- | ------------------------------------------ | --- |
| جنیفر موریسون            | اما سوان                   | دختر سفید برفی و پرنس چارمینگ              | مادر هنری دنیل میلز و هوپ سوان جونز و همسر کاپیتان هوک و نامزد سابق نیل کسیدی (بلفایر) پسر پوست‌چروکین                                           |
| رابرت کارلایل            | آقای گلد                   | دیو پوست چروکین (سیاه‌پوش) رامپل‌استیلت‌اسکین | همسر بل، پدر بلفایر و گیدیون و همسر سابق میلاه، پدربزرگ هنری، پسر پیترپن، مرد جادوگری که با معاملاتش و در ازای دریافت چیزی، به دیگران کمک می‌کند |
| لانا پاریلا              | رجینا میلز                 | ملکه شیطانی                                | دختر کورا و هنری میلز و خواهر زلینا و مادر خوانده هنری و معشوقه دنیل که به دست کورا مادر رجینا کشته شد                                          |
| جنیفر گودوین             | مری مارگارت بلانچارد       | سفیدبرفی                                   | همسر پرنس چارمینگ و مادر اما و نیل |
| جاش دالاس                | دیوید نولان                | پرنس چارمینگ                               | همسر سفید برفی و پدر اما و نیل |
| جرد اس. گیلمور           | هنری دنیل میلز             | ــ                                         | پسر اِما سوان و نیل کسیدی (بلفایر) |
| مایکل ریموند-جیمز        | نیل کسیدی                  | بلفایر                                     | پسر پوست چروکین، نوه پیترپن، پدر هنری و نامزد سابق اما                                                                                          |
| کالین اودانهیو           | کیلیان جونز                | کاپیتان هوک                                | کاپیتان کشتی پرچم دزدان دریایی، همسر اما و پدر هوپ سوان جونز و عشق سابق میلاه همسر پوست چروکین و مادر بلفایر                                    |
| باربارا هرشی             | کورا میلز                  | ملکه قلب‌ها                                 | مادر رجینا و زلینا و همسر هنری (پدر رجینا) |
| ربکا میدر                | زلینا                      | زلینا                                      | جادوگر شرور شهر اُز و دختر کورا و خواهر رجینا و نامزد سابق هادس                                                                                  |
| امیلی دی راوین           | لیسی                       | بل (دلبر)                                  | همسر پوست چروکین و مادر گیدیون |
| مگان آوری                | روبی                       | شنل‌قرمزی                                   | گرگینه دوست سفید برفی |
| روبی کی                  | پیتر پن                    | پیترپن                                     | پدر پوست چرکین و پدر بزرگ بلفایر |
| رز مک‌ایور                | تینکربل                    | تینکربل                                    | پری پیترپن |
| شان مگوایر               | رابین                      | رابین هود                                  | دزد ثروتمندان و ناجی فقرا همسر سابق ماریا و عشق سابق رجینا                                                                                      |
| ایان بیلی                | اگوست وین بوث              | پینوکیو                                    | فردی زنده از جنس چوب، کودکی که همراه اما به دنیای بدون جادو آمد                                                                                 |
| رافائل اسبارجه           | دکتر آرچیبالد هاپر         | جیمینی                                     | جیرجیرک پینوکیو |
| سباستین استن             | جفرسون                     | کلاه‌دوز دیوانه                             | با کلاهش به دروازه‌های دیگر سفر می‌کرد ازجمله سرزمین عجایب                                                                                        |
| کیگان کونور تریسی        | مادر مقدس                  | پری آبی                                    | پری و مادرخوانده در سرزمین سحر آمیز و معلم تینکر بل                                                                                             |
| جیمی درنان               | کلانتر گراهام هامبرت       | شکارچی                                     | حامی سفید برفی |
| لی ارنبرگ                | لیروی                      | بداخلاق                                    | یک کوتوله |
| فاستینو دای بودا         | والتر                      | خوابالو                                    | یک کوتوله |
| مایکل کلمن               | ــ                         | خوشحال                                     | یک کوتوله |
| پاتریک فیشلر             | آیزاک هیلر                 | ایزاک                                      | نویسنده |
| جورجینا هگ               | السا                       | السا                                       | ملکه یخی و حاکم آرندل |
| الیزابت لیل              | آنا                        | آنا                                        | خواهر السا |
| الیزابت میچل             | سارا فیشر                  | اینگرید (ملکهٔ برفی)                        | خالهٔ بزرگ‌تر السا و آنا |
| ویکتوریا اسمورفیت        | کروئلا فینبرگ              | کروئلا دویل                                | زنی شرور که قابلیت کنترل کردن حیوانات دارد |
| کریستین باور وان استراتن | مالیفیسنت                  | مالیفیسنت                                  | جادوگر، اژدها و مادر لیلی |
| سارا بولگر               | آرورا                      | پرنسس زیبای خفته                           | همسر پرنس فیلیپ |
| جمی چانگ                 | ــ                         | مولان                                      | یک دختر شجاع که دوست ارورا و روبی و معلم مریدا است                                                                                              |
| جوانا گارسیا             | آریل                       | آریل                                       | دختری که پری‌دریایی بود و می‌خواست دو پای واقعی داشته باشد و در اقیانوس زندگی می‌کرد                                                               |
| کارن دیوید               | جاسمین                     | پرنسس یاسمین                               | ملکه اگربا مربوط به فیلم علاءالدین |
| ایمی منسون               | مریدا                      | ملکه مریدا                                 | حامی پوست چروکین |
| مایکل سوچا               | ــ                         | ویل اسکارلت شاه سفید                       | عاشق آناستازیا و دوست رابین هود |
| دیوید آندرس              | دکتر ویل                   | ویکتور فرانکنشتاین                         | خالق هیولای فرانکشتاین |
| جیانکارلو اسپوزیتو       | سیدنی گلس                  | غول چراغ جادو                              | آینه جادویی ملکه شیطانی |
| الن داله                 | آلبرت اسپنسر               | پادشاه جورج                                | پدرخوانده پرنس جیمز و پرنس دیوید |
| گابریله انور             | ویکتوریا بلفری             | راپونزل ترمین                              | مادر درزیلا و آناستازیا و مادر ناتنی سیندرلا (فصل ۷)                                                                                            |
| دانیا رامیرز             | جسیندا                     | سیندرلا                                    | همسر هنری میلز و مادر لوسی |
| آدلاید کین               | آیوی                       | درزیلا                                     | دختر راپونزل ترمین و خواهر اناستازیا (فصل ۷) و خواهر ناتنی سیندرلا                                                                              |
| مرین دانجی               | اورسلا                     | اورسلا                                     | پری دریایی که به ملکهٔ شرور دریا تبدیل می‌شود |
| لیام گریگان              | آرتور                      | پادشاه آرتور                               | شاه کملات |
| رز رینالدز               | تیلی                       | آلیس                                       | دختر هوک در جهان موازی و زندانی شده توسط گاتل در برج                                                                                            |
| کریستی لاینگ             | ماریان                     | ماریان                                     | همسر رابین هود |
| آناستاسیا گریفیث         | کاترین نولان               | پرنسس ابیگیل                               | دختر شاه مایدس که به چارمینگ کمک کرد |
| تونی آمندولا             | ژپتو                       | پدر ژپتو                                   | پدر پینوکیو، سازنده کمد جادویی (درختی که از طریق آن اما به دنیای واقعی فرستاده شد)                                                              |
| گرگ ژرمن                 | هادس                       | هادس                                       | فرمانروای جهان زیرین |
| نوآ بین                  | دنیل                       | عشق اول رجینا                              | رجینا عاشق او بوده و به دست کورا مادر رجینا کشته شد                                                                                             |
| جایلز ماتی               | گیدیون                     | گیدیون                                     | پسر دوم پوست‌چروکین و بل |
| تیرا اسکوبی              | مارگو                      | رابین                                      | دختر رابین‌هود و زلینا |
| پارکر کرافت              | فیلیکس                     | فیلکس                                      | یکی از پسران گمشده |
| اندرو جی وست             | هنری دنیل میلز جوان        | هنری دنیل میلز                             | نویسنده و پسر اما و نیل و شوهر سیندرلا و پدر لوسی                                                                                               |
| جولیان موریس             | فیلیپ                      | پرنس فیلیپ                                 | همسر پرنسس آرورا که روح او توسط یک شبح بلعیده شد                                                                                                |
| بیلی مدیسن               | سفیدبرفی جوان              | سفیدبرفی                                   | سفیدبرفی در زمان کودکی و نوجوانی |
| دیلان اشمید              | بلفایر جوان                | بلفایر                                     | بلفایر در کودکی |
| الیسون فرناندز           | لوسی                       | لوسی میلز                                  | دختر هنری میلز و سیندرلا |

### بازیگران تکراری
| بازیگر                  | همتا                         | همتا             | روزی روزگاری | روزی روزگاری | روزی روزگاری | روزی روزگاری | روزی روزگاری | روزی روزگاری | روزی روزگاری | سرزمین عجایب |
| بازیگر                  | اصلی                         | نفرین شده        | ۱            | ۲            | ۳            | ۴            | ۵            | ۶            | ۷            | ۱            |
| ----------------------- | ---------------------------- | ---------------- | ------------ | ------------ | ------------ | ------------ | ------------ | ------------ | ------------ | ------------ |
| تونی آمندولا            | ژپتو                         | مارکو            |              |              |              |              |              |              |              |              |
| بورلی الیوت             | بیوه لوکاس / مادربزرگ        | N/A              |              |              |              |              |              |              |              |              |
| آناستازیا گریفیث        | پرنسس ابیگیل                 | کاترین نولان     |              |              | مهمان        |              |              |              |              |              |
| لی آرنبرگ               | رویایی/ بدخلق                | لروی             | مکرر         | مکرر         | مکرر         | مکرر         | مکرر         | مکرر         | مهمان        | مهمان        |
| کیگان کانر تریسی        | رئول غورم / پری آبی          | مادر برتر        | مکرر         | مکرر         | مکرر         | مکرر         | مهمان        | مکرر         | مهمان        |              |
| دیوید آندرس             | دکتر ویکتور فرانکنشتاین      | دکتر نهنگ        | مکرر         | مکرر         | مکرر         |              | مهمان        | مهمان        |              |              |
| تونی پرز                | شاهزاده هنری میلز            | N/A              | مکرر         | مهمان        |              | مهمان        | مهمان        | مهمان        |              |              |
| جانکارلو اسپوزیتو       | آینه جادویی / جن             | سیدنی گلس        | مکرر         |              | مهمان        | مهمان        | مهمان        | مهمان        |              |              |
| آلن دیل                 | شاه جورج                     | آلبرت اسپنسر     | مکرر         | مکرر         |              |              |              | مهمان        |              |              |
| سباستین استن            | جفرسون/ کلاهدوز دیوانه       | N/A              | مکرر         | مکرر         |              |              |              |              |              |              |
| سارا بولگر              | پرنسس آرورا                  | N/A              |              | مکرر         | مکرر         | مهمان        |              |              |              |              |
| جیمی چانگ               | مولان                        | N/A              |              | مکرر         | مکرر         |              | مهمان        |              |              |              |
| جولیان موریس            | شاهزاده فیلیپ                | N/A              |              | مکرر         | مکرر         |              |              |              |              |              |
| باربارا هرشی            | کورا میلز / ملکه قلب‌ها       | N/A              | مهمان        | مکرر         |              | مهمان        | مهمان        |              |              | مهمان        |
| کریس گوتیه              | ویلیام اسمی                  | N/A              |              | مکرر         | مکرر         | مهمان        |              | مهمان        |              |              |
| کریس گوتیه              | ویلیام اسمی (قلمرو آرزوها)   | N/A              |              |              |              |              |              |              | مکرر         |              |
| اتان امبری              | اوون فلین/گرگ مندل           | N/A              |              | مکرر         | مهمان        |              |              |              |              |              |
| سونکوا مارتین-گرین      | تامارا                       | N/A              |              | مکرر         | مهمان        |              |              |              |              |              |
| پارکر کرافت             | فلیکس                        | N/A              |              | مهمان        | مکرر         |              |              |              |              |              |
| روبی کی                 | مالکوم / پیتر پن / پید پایپر | N/A              |              |              | مکرر         |              | مکرر         |              |              |              |
| روبی کی                 | پیتر پن (قلمرو آرزوها)       | N/A              |              |              |              |              |              |              | مهمان        |              |
| رز مک آیور              | زنگ تینکر                    | N/A              |              |              | مکرر         |              |              | مهمان        |              |              |
| جوآنا گارسیا سویشر      | آریل                         | N/A              |              |              | مکرر         | مهمان        |              | مهمان        |              |              |
| جوآنا گارسیا سویشر      | ملکه آریل (قلمرو آرزوها)     | N/A              |              |              |              |              |              |              | مهمان        |              |
| فریا تینگلی             | وندی دارلینگ                 | N/A              |              | مهمان        | مکرر         |              |              |              |              |              |
| جورجینا هیگ             | ملکه السا                    | N/A              |              |              | جایگزین      | مکرر         |              |              |              |              |
| الیزابت لیل             | پرنسس آنا                    | N/A              |              |              |              | مکرر         |              |              |              |              |
| اسکات مایکل فاستر       | کریستوف                      | N/A              |              |              |              | مکرر         |              |              |              |              |
| الیزابت میچل            | اینگرید/ ملکه برفی           | سارا فیشر        |              |              |              | مکرر         |              |              |              |              |
| تیموتی وبر              | شاگرد کارآموز                | N/A              |              |              |              | مکرر         | مهمان        |              |              |              |
| تیموتی وبر              | شاگرد (قلمرو آرزوها)         | N/A              |              |              |              |              |              |              | مهمان        |              |
| کریستین بائر ون استراتن | بدخواه                       | N/A              | مهمان        | جایگزین      |              | مکرر         |              |              |              | مهمان        |
| مرین دانگی              | اورسولا                      | N/A              |              |              |              | مکرر         |              |              |              |              |
| ویکتوریا اسمورفیت       | کرولا دویل                   | کرولا فینبرگ     |              |              |              | مکرر         | مکرر         |              |              |              |
| ویکتوریا اسمورفیت       | کرولا دی ویل (قلمرو آرزوها)  | N/A              |              |              |              |              |              |              | مهمان        |              |
| پاتریک فیشلر            | آیزاک هلر                    | N/A              |              |              |              | مکرر         |              | مهمان        |              |              |
| اگنس بروکنر             | لیلیت پیج                    | استارلا          |              |              |              | مکرر         |              |              |              |              |
| الیوت نایت              | مرلین                        | N/A              |              |              |              |              | مکرر         |              |              |              |
| لیام گاریگان            | شاه آرتور                    | N/A              |              |              |              |              | مکرر         |              |              |              |
| امی منسون               | ملکه مریدا                   | N/A              |              |              |              |              | مکرر         |              |              |              |
| جوآنا متراس             | ملکه گینویر                  | N/A              |              |              |              |              | مکرر         |              |              |              |
| دیوارهای سینکوآ         | سر لنسلوت                    | N/A              |              | مهمان        |              |              | مکرر         |              |              |              |
| اولیویا استیل-فالکونر   | ویولت مورگان                 | N/A              |              |              |              |              | مکرر         | مکرر         |              |              |
| اما کالفیلد             | جادوگر کور                   | N/A              | مهمان        |              |              |              | مکرر         |              |              |              |
| هنک هریس                | دکتر هنری جکیل               | N/A              |              |              |              |              | مهمان        | مکرر         |              |              |
| سام ویتور               | آقای هاید                    | N/A              |              |              |              |              | مهمان        | مکرر         |              |              |
| گیلز متی                | گیدئون                       | N/A              |              |              |              |              |              | مکرر         | مهمان        |              |
| دنیز آکدنیز             | علاءالدین                    | N/A              |              |              |              |              |              | مکرر         |              |              |
| کارن دیوید              | پرنسس یاسمین                 | N/A              |              |              |              |              |              | مکرر         |              |              |
| جیمی موری               | فیونا / پری سیاه             | N/A              |              |              |              |              |              | مکرر         |              |              |
| سارا تومکو              | ببر لیلی                     | N/A              |              |              |              |              |              | مکرر         | مهمان        |              |
| آدلاید کین              | دریزلا                       | آیوی بلفری       |              |              |              |              |              |              | مکرر         |              |
| رز رینولدز              | آلیس                         | تیلی             |              |              |              |              |              |              | مکرر         |              |
| یائل یورمان             | آناستازیا                    | N/A              |              |              |              |              |              |              | مکرر         |              |
| اما غرفه                | مادر گوتل                    | باغبان الویز     |              |              |              |              |              |              | مکرر         |              |
| دانیل فرانسیس           | دکتر Facilier                | آقای بارون سامدی |              |              |              |              |              |              | مکرر         |              |
| ناتان پارسونز           | هانسل / جک                   | نیک برانسون      |              |              |              |              |              |              | مکرر         |              |
| تیرا اسکوبای            | رابین هود                    | مارگوت           |              |              |              |              | جایگزین      | جایگزین      | مکرر         |              |
| جف پیر                  | شاهزاده نوین                 | درو              |              |              |              |              |              |              | مکرر         |              |
| شان اسمیت               | ادوین                        | N/A              |              |              |              |              |              |              |              | مکرر         |
| ایگی پاپ                | کرم ابریشم                   | N/A              |              |              |              |              |              |              |              | مکرر         |
| برایان جورج             | سلطان اگرابه سفلی            | N/A              |              |              |              |              |              |              |              | مکرر         |
| لورن مک نایت            | الیزابت                      | N/A              |              |              |              |              |              |              |              | مکرر         |
| زلیخا رابینسون          | آمارا                        | N/A              |              |              |              |              |              |              |              | مکرر         |
| هدر دورکسن              | سارا                         | N/A              |              |              |              |              |              |              |              | مکرر         |
| گروهبان پتا             | جابرواکی                     | N/A              |              |              |              |              |              |              |              | مکرر         |

## حضور
| بازیگران          | شخصیت‌ها                                 | شخصیت‌ها             | فصل          | فصل          | فصل          | فصل          | فصل   | فصل          |       |
| ----------------- | --------------------------------------- | ------------------- | ------------ | ------------ | ------------ | ------------ | ----- | ------------ | ----- |
| بازیگران          | دنیای خیالی                             | دنیای واقعی         | ۱            | ۲            | ۳            | ۴            | ۵     | ۶            | ۷     |
| جنیفر موریسون     | اما سوان                                | N/A                 | اصلی         | اصلی         | اصلی         | اصلی         | اصلی  | اصلی         | مهمان |
| کالین اودانهیو    | کیلیان/کاپیتان هوک                      | N/A                 |              | اصلی         | اصلی         | اصلی         | اصلی  | اصلی         | اصلی  |
| جنیفر گودوین      | سفید برفی                               | مری مارگارت بلانچرد | اصلی         | اصلی         | اصلی         | اصلی         | اصلی  | اصلی         | مهمان |
| لانا پاریلا       | ملکه شیطانی/رجینا میلز                  | رجینا میلز          | اصلی         | اصلی         | اصلی         | اصلی         | اصلی  | اصلی         | اصلی  |
| جاش دالاس         | پرنس چارمینگ/دیوید                      | دیوید نولا          | اصلی         | اصلی         | اصلی         | اصلی         | اصلی  | اصلی         | مهمان |
| جرد اس. گیلمور    | N/A                                     | هنری میلز           | اصلی         | اصلی         | اصلی         | اصلی         | اصلی  | اصلی         | اصلی  |
| رابرت کارلایل     | رامپلستیلت اسکین/دیو/تمساح              | آقای گلد            | اصلی         | اصلی         | اصلی         | اصلی         | اصلی  | اصلی         | اصلی  |
| رافائل اسبارجه    | جمینی                                   | دکتر ارچیلد هاپر    | محدوده زمانی | محدوده زمانی | محدوده زمانی | مهمان        |       | مهمان        | مهمان |
| جیمی درنان        | شکارچی                                  | کلانتر گراهام       | محدوده زمانی | مهمان        |              |              |       |              |       |
| ایان بیلی         | پینوکیو                                 | اگوست               | محدوده زمانی | مهمان        |              | مهمان        |       | TBA          |       |
| مگان آوری         | شنل قرمزی                               | رابی                | محدوده زمانی | محدوده زمانی | مهمان        |              | مهمان |              |       |
| امیلی دی راوین    | بل                                      | لیسی                | مهمان        | اصلی         | اصلی         | اصلی         | اصلی  | اصلی         |       |
| مایکل ریموند-جیمز | بلافایر                                 | نیل کسیدی           |              | محدوده زمانی | اصلی         |              | مهمان |              |       |
| مایکل سوشا        | Will Scarlet/Knave of Hearts/White King | N/A                 |              |              |              | محدوده زمانی |       |              |       |
| ربکا میدر         | زلینا/جادوگر شرور غرب                   | N/A                 |              |              | محدوده زمانی | محدوده زمانی | اصلی  | اصلی         |       |
| شان مگوایر        | رابین هود                               | N/A                 |              | مهمان        | محدوده زمانی | محدوده زمانی | اصلی  | محدوده زمانی |       |

## خلاصه داستان
داستان در شهری غیر واقعی به نام استوری‌بروک در ایالت مین رخ می‌دهد، که ساکنان آن در حقیقت شخصیت‌های داستان‌های افسانه‌ای مختلف هستند که به دنیای واقعی آورده شده‌اند. ملکه شیطانی رجینا (لانا پاریلا) با استفاده از نفرینی قدرتمند که از پوست چروکین (رابرت کارلایل) گرفته، خاطرات اصلی آن‌ها را ربوده‌است. ساکنان استوری‌بروک که رجینا شهردار آن است، بیست و هشت سال به‌طور تکراری و بدون اتفاق جدید زندگی کرده‌اند، بدون آنکه خودشان بفهمند سنشان تغییر نمی‌کند. تنها امید شهر به دختری به نام اِما سوان (جنیفر موریسون) بستگی دارد، دختر سفیدبرفی (جینیفر گودوین) و شاهزاده دلربا (جاش دالاس)، که در نوزادی قبل از اینکه طلسم اجرا شود از جنگل سحرآمیز با یک کمد جادویی به دنیای حقیقی فرستاده شده‌است. بخاطر همین او تنها کسی است که می‌تواند طلسم را بشکند و خاطرات از دست رفته شخصیت‌ها را به آن‌ها برگرداند. پسرش هنری (جرد اس. گیلمور) که او را رها کرده بود، در رسیدن او به هدف مورد نظر یاری‌اش می‌کند، همراه با کتاب افسانه‌هایش «روزی روزگاری» که کلید شکستن طلسم است. هنری فرزندخوانده رجیناست که باعث ایجاد تنش‌ها و علایق مشترکی بین رجینا و اِما می‌شود.

## فصل اول
فصل با برهم زدن عروسی سفیدبرفی و شاهزاده دلربا توسط ملکه شیطانی آغاز می‌شود، او اعلام می‌کند که نفرینی را راه خواهد انداخت که خوشبختی همه را می‌گیرد. شخصیت‌های افسانه‌ای به شهر استوری‌بروک در ایالت مین آمریکا فرستاده می‌شوند، جایی که خاطرات اصلی و هویت‌شان از آن‌ها گرفته می‌شود. در روز تولد ۲۸سالگی‌اش اِما، دختر سفید برفی و شاهزاده دلربا، توسط پسرش هنری میلز به استوری‌بروک آورده می‌شود، به امید اینکه طلسمی را که مادر خوانده‌اش ملکه‌شیطانی رجینا اجرا کرده بشکند.

## فصل دوم
با اینکه اما طلسم را شکسته شخصیت‌ها به دنیای افسانه‌ای بازنگشته‌اند، و باید با هویت‌های دوگانه‌شان کنار بیایند. پوست چروکین با استفاده از یک شبح سعی می‌کند رجینا را به خاطر زندانی کردن بل بکشد. رجینا به همراه اما و سفیدبرفی و شاهزاده چارمینگ می‌خواهند شبح را به جنگل سحر آمیز بفرستند اما اوضاع خوب پیش نمی‌رود و اِما و سفیدبرفی هم به جنگل سحر آمیز می‌روند و در ادامه تهدیدهای جدیدی از طرف کاپیتان‌هوک (کالین اودانهیو)، مادر رجینا، کورا (باربارا هرشی) یا ملکه قلب‌ها برای استوری‌بروک به وجود می‌آید همچنین افرار شرور و مرموزی هم با هدف نابود کردن جادو به استوری‌بروک می‌آیند.

## فصل سوم
در بخش اول، شخصیت‌های اصلی به سرزمین عدم (Neverland) می‌روند تا هنری را که توسط پیتر پن روبی کی دزدیده شده نجات دهند. پیتر پن قصد دارد که «قلب راسخ‌ترین معتقد» را به‌دست بیاورد. در ادامه معلوم می‌شود پن پدر پوست‌چروکین است و وقتی پوست‌چروکین بچه بوده او را رها کرده. کشمکش آن‌ها با پن در استوری‌بروک ادامه پیدا می‌کند که نتیجه‌اش به کار افتادن برعکس نفرین اولیه است. همه شخصیت‌ها به دنیای خودشان برمی‌گردند، درحالی که اِما و هنری ناچارند به نیویورک بروند.
دربخش دوم، شخصیت‌ها به‌طور مرموزی به استوری‌بروک بازگردانده می‌شوند، در حالی که خاطراتشان از یک سال گذشته پاک شده، و جادوگر خبیث غرب(ربکا میدر) از سرزمین اُز وارد می‌شود. معلوم می‌شود جادوگر شرور خواهر رجینا است و برای تغییر گذشته و رسیدن به خوشبختی به استوری‌بروک آمده‌است و می‌خواهد برای انجام طلسم سفر در زمان بچهٔ سفیدبرفی و شاهزاده چارمینگ را قربانی کند.

## فصل چهارم
با سفر در زمان فصل قبل، داستان جدیدی با عناصر فیلم منجمد آغاز می‌شود که منجر به آمدن السا (جورجینا هگ) از جنگل سحرآمیز به استوری‌بروک می‌شود. او با کمک شخصیت‌های اصلی به دنبال خواهرش آنا (الیزابت لیل) می‌گردد که به اینگرید، ملکه‌برفی (الیزابت میچل) برمی‌خورند. در همان زمان رجینا به دنبال نویسنده کتاب «روزی روزگاری» هنری می‌گردد تا بتواند بالاخره پایان خوشش را به‌دست‌آورد. با این حال آقای‌گلد با کمک کروئلا دویل مربوط به فیلم ۱۰۱ سگ خالدار (ویکتوریا اسمورفیت)، شخصیت ملفیسنت(کریستین باور وان استراتن) و اورسلا ملکهٔ دریا (مرین دانجی) برای خودش نقشه دارد تا قوانین سرنوشت قهرمانان و بدذاتان را توسط نویسنده (ایزاک) تغییر دهد. هنری و اِما به بازگرداندن حقیقت می‌شتابند، قبل از اینکه داستان وارونه شده دائمی شود؛ ولی در نهایت، بهایش فداکاری عظیمی است.

## فصل پنجم
شخصیت‌ها در مأموریتی به کملوت می‌روند تا جادوگر مرلین (الیوت نایت) را پیدا کنند و اِما را از قدرت‌های تاریکی کهن که همه چیز را تهدید می‌کند نجات دهند. برای پیچیده‌تر شدن اوضاع، شاه آرتور (لیام گریگان) مصمم است تا توازن نور و تاریکی را با استفاده از شمشیر افسانه‌ای اکسکالیبور تغییر دهد. با پیوند خوردن تاریخ و سرنوشت، نتیجه کار آن‌ها را به دنیای زیرین می‌کشاند، که در آنجا با ارواح کسانی روبرو می‌شوند که کارهای ناتمامی دارند و باید با هادس (گریگ گرمن) روبرو شوند. در تلاش برگرداندن نظم و درست کردن اوضاع، استفاده نادرست شخصیت‌ها از جادو به جنگ خطرناکی میان نور و تاریکی منجر می‌شود و دکتر جکیل (ساموئل هریس) و آقای هاید (ساموئل ویتور) وارد می‌شوند. همین امر باعث شرور شدن دوباره برخی از شخصیت‌ها می‌شود که می‌توان به رجینا اشاره کرد.

## فصل ششم
با ورود آقای هاید و ملکه شیطانی به استوری بروک، دردسرهای بیشتری به سراغشان می‌آید. اما الهاماتی از آینده غمگینش بدست آورده و در پی تغییر دادن آن است.
زلینا با ملکه شیطانی همدست می‌شود تا رجینا را نابود کند و در این بین، جاسمین و علا الدین (ناجی سابق) وارد داستان می‌شوند.
سرانجام به دنیا آمدن فرزند بل و به وجود آمدن یک دنیای موازی، اما را به نبرد نهایی نزدیک می‌کند.

## فصل هفتم
چند سال از ترک استوری بروک توسط هنری می‌گذرد. هنری در «جنگل سحرآمیز جدید» با سیندرلا آشنا می‌شود و آنها به همراه رجینا و هوک ماجراهایی برای شکست دادن بانو ترمین و دریزیلا پشت سر می‌گذرانند. تمام کسانی که در جنگل سحرآمیز جدید بودند نفرین می‌شوند. دختر هنری میلز، لوسی، او را به هایپریون هایتز میاورد.
جایی که خطرات بیشتر از همه جا در کمین نشسته‌اند...
ولی تعداد نفرات نفرین شده خیلی بیشتر است چرا که ملکه تیانا، آلیس، دکتر فاسیلیر، زلینا و زن مرموز قدرتمندی در این فصل نقشی اساسی دارند.
همه اینها داستان را با محقق شدن پیشگویی دربارهٔ هنری و پوست چروکین، به سمت پایانش هدایت می‌کنند.